# V438 Возничего
V438 Возничего (лат. V438 Aurigae), HD 38708 — двойная звезда в созвездии Возничего на расстоянии приблизительно 4002 световых лет (около 1227 парсеков) от Солнца. Видимая звёздная величина звезды — от +8,14m до +8,03m.

## Характеристики
Первый компонент — бело-голубая эруптивная переменная Be-звезда типа Гаммы Кассиопеи (GCAS) спектрального класса B3:pe:shell или A2. Масса — около 6,348 солнечных, радиус — около 9,462 солнечных, светимость — около 979,4 солнечных. Эффективная температура — около 9692 K.
Второй компонент — красный карлик спектрального класса M. Масса — около 162,85 юпитерианских (0,1555 солнечной). Удалён на 2,769 а.е..